# Purple Heart
Het Purple Heart is een Amerikaanse militaire decoratie die in naam van de president van de Verenigde Staten wordt uitgereikt aan hen die gewond of gedood zijn terwijl ze het Amerikaanse leger dienden. Het is een voorbeeld van een gewondeninsigne zoals dat ook in andere landen wordt toegekend. 
De eerste 'purple heart'-onderscheiding was de Badge of Military Merit, die op 7 augustus 1782 door George Washington werd ingesteld. Deze onderscheiding is in totaal drie keer uitgereikt.
De moderne onderscheiding werd ingesteld in 1932, het tweehonderdste geboortejaar van Washington. Deze medaille is bedoeld voor iedereen die in de strijd gewond geraakt is of tijdens de Eerste Wereldoorlog een Meritorious Service Citation Certificate ontvangen heeft.

## Bekende dragers
- Bob Dole, senator
- Charles Bronson, acteur
- John Ford, filmregisseur
- James Garner, acteur
- John F. Kennedy, president van de Verenigde Staten
- John Kerry, politicus
- Franklin Delano Roosevelt jr., zoon van de president
- Telly Savalas, acteur
- Norman Schwarzkopf jr., opperbevelhebber tijdens Desert Storm
- Rod Serling, Amerikaanse scenarioschrijver
- Oliver Stone, filmregisseur
- Chuck Yeager, testpiloot

### Meeste Purple Hearts ontvangen
- Albert L. Ireland, U.S. Marine Corps: 10
- Robert T. Frederick, U.S. Army: 8
- David Hackworth, U.S. Army: 8
- Joe Hooper, U.S. Army, Medal of Honor: 8
- Robert L. Howard, U.S. Army, Medal of Honor: 8

## Statistische samenvatting van het Purple Heart
| Oorlog                     | Aantal toegekende Purple Hearts |
| -------------------------- | ------------------------------- |
| Eerste Wereldoorlog        | 320.518                         |
| Tweede Wereldoorlog        | 1.076.245                       |
| Koreaanse Oorlog           | 118.650                         |
| Vietnamoorlog              | 351.794                         |
| Golfoorlog                 | 607                             |
| Afghaanse Oorlog           | 12.534                          |
| Irakoorlog                 | 35.411                          |
| Operation Inherent Resolve | 76                              |
| MINUSMA                    | 2                               |
| Totaal                     | 1.915.837                       |